# Henric Cazimir I de Nassau-Dietz
Henric Cazimir I de Nassau-Dietz (n. 31 ianuarie 1612, Arnhem, Gelderland, Țările de Jos – d. 12 iulie 1640, Hulst, Zeelanda, Țările de Jos) a fost conte de Nassau-Dietz și Statthalter de Frizia, Groningen și Drenthe.

## Viața
El a fost fiul cel mare al lui Ernest Cazimir de Nassau-Dietz și al Sophiei Hedwig de Brunswick-Lüneburg, și la fel ca tatăl său, a murit în luptă. Pe 12 iulie 1640, a fost rănit la Sint Jansteen în bătălia de la Hulst. A murit a doua zi. Hendrik Casimir este îngropat în Leeuwarden, iar titlurile sale au fost moștenite de Wilhelm Frederic, Prinț de Nassau-Dietz. Moartea sa, la vârsta de 28 ani, a determinat ridicarea mai multor monumente dedicate memoriei sale și a luptei în care a murit. Rijksmuseum păstrează în colecția sa o cămașă pătată de sânge, presupusă a fi fost purtată de el atunci când a fost rănit. În mod similar, gaura de glonț din pălăria tatălui său este păstrată, de asemenea, pentru posteritate.